# Bloomfield (Indiana)
Bloomfield ist eine Town im US-Bundesstaat Indiana und Sitz der Verwaltung des Greene Countys.

## Geographie

### Geographische Lage
Bloomfield liegt auf einer Höhe von 185 m (606,9 Fuß) zentral bzw. mittig im Greene County. Bloomfield liegt nördlich des Martin- und Daviess Countys, östlich des Sullivan Countys, südlich des Owen- und Clay Countys und westlich des Lawrence- und Monroe Countys.

## Geschichte
Bloomfield entstand im Jahr 1824, als für das westlich am White River gelegene Burlington, den vorherigen Verwaltungssitzes des Countys, keine zuverlässige Wasserversorgung mehr vorhanden war. Das erste während des Baus der Stadt errichtete Gebäude war das Courthouse des Countys, der Verwaltungssitz.

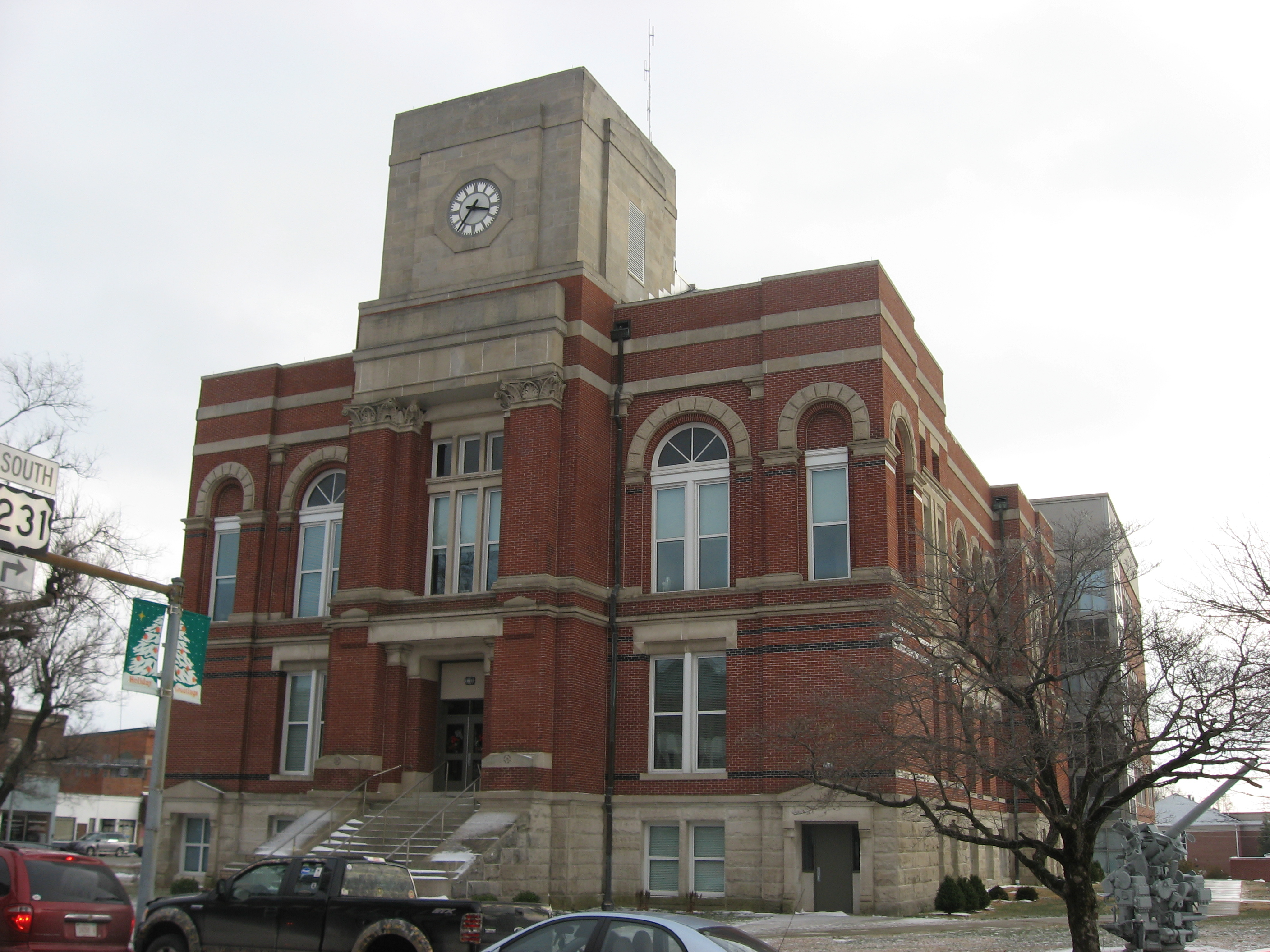
Courthouse des Greene Countys
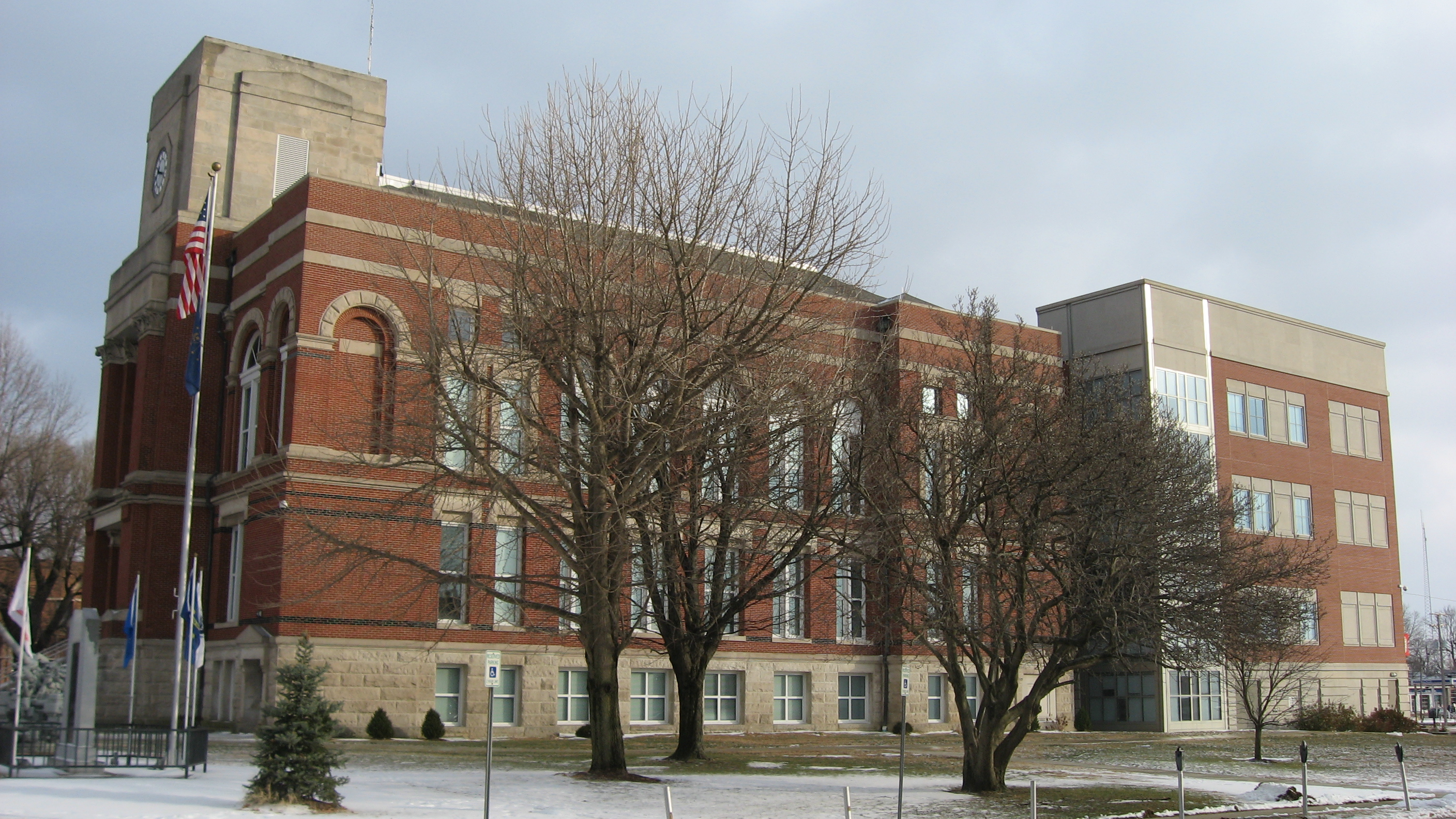
Ansicht der Westseite
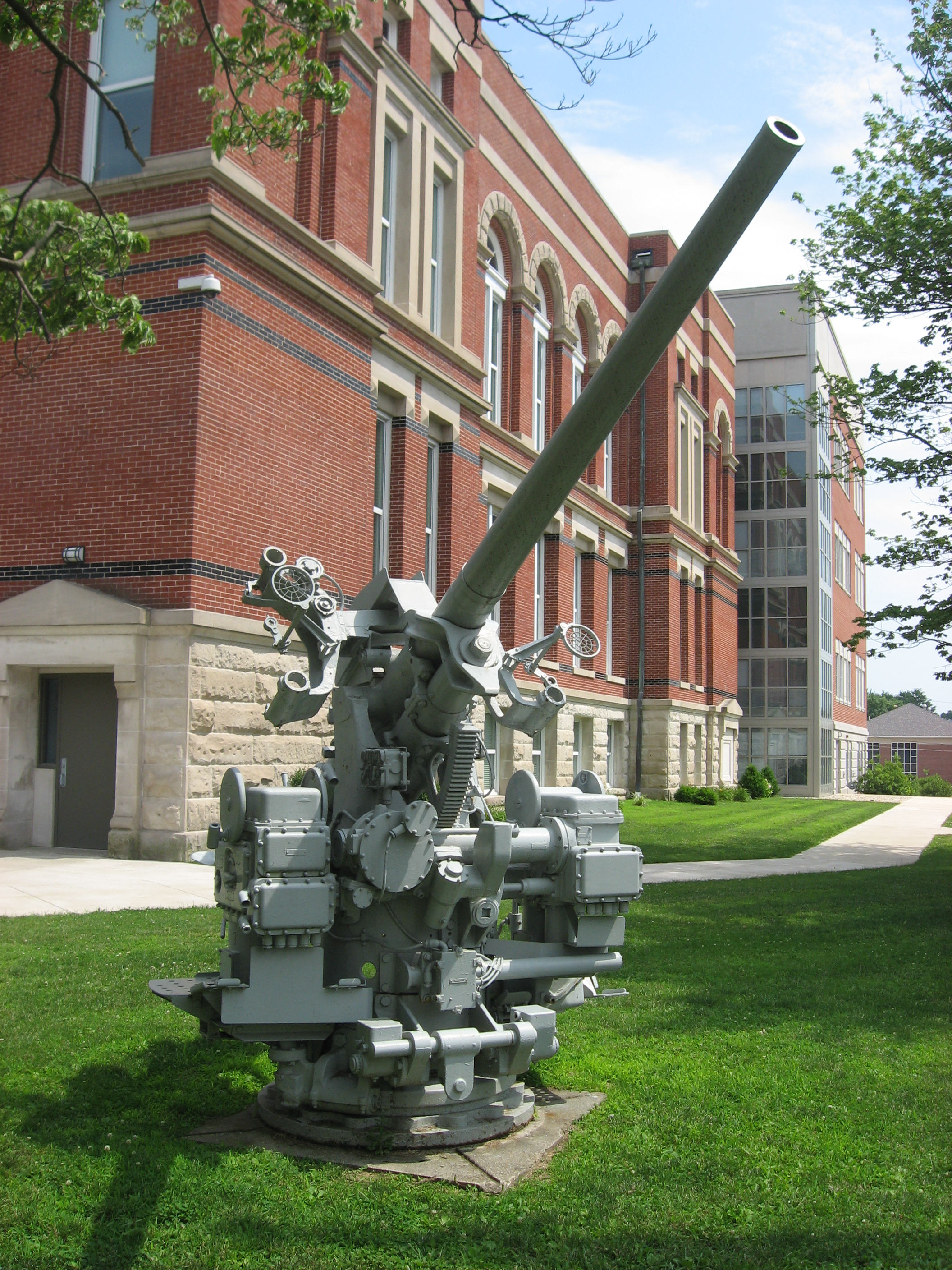
FLAK-Geschütze vor dem Courthouse
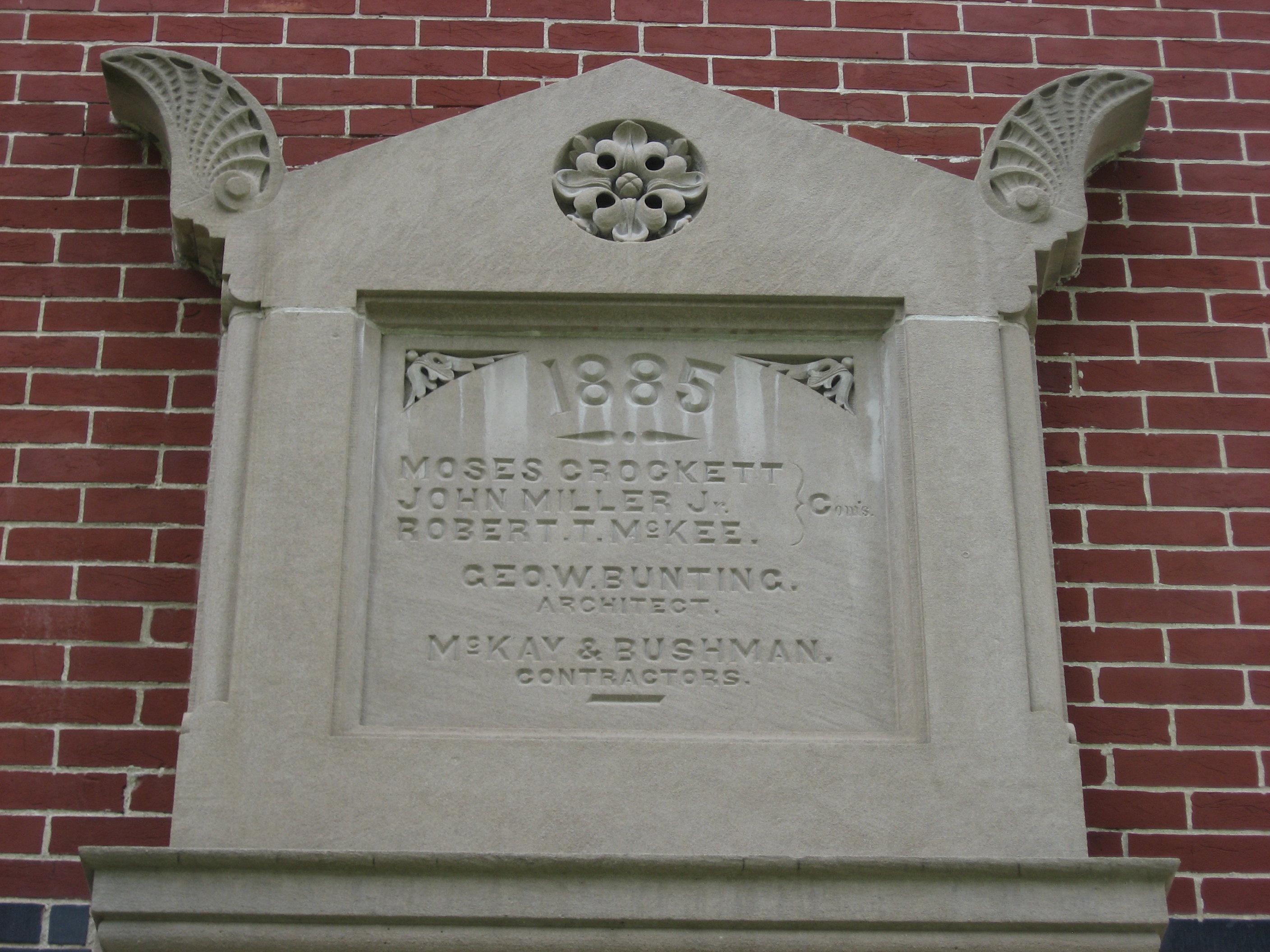
Infotafel am Courthouse

## Öffentliche Einrichtungen

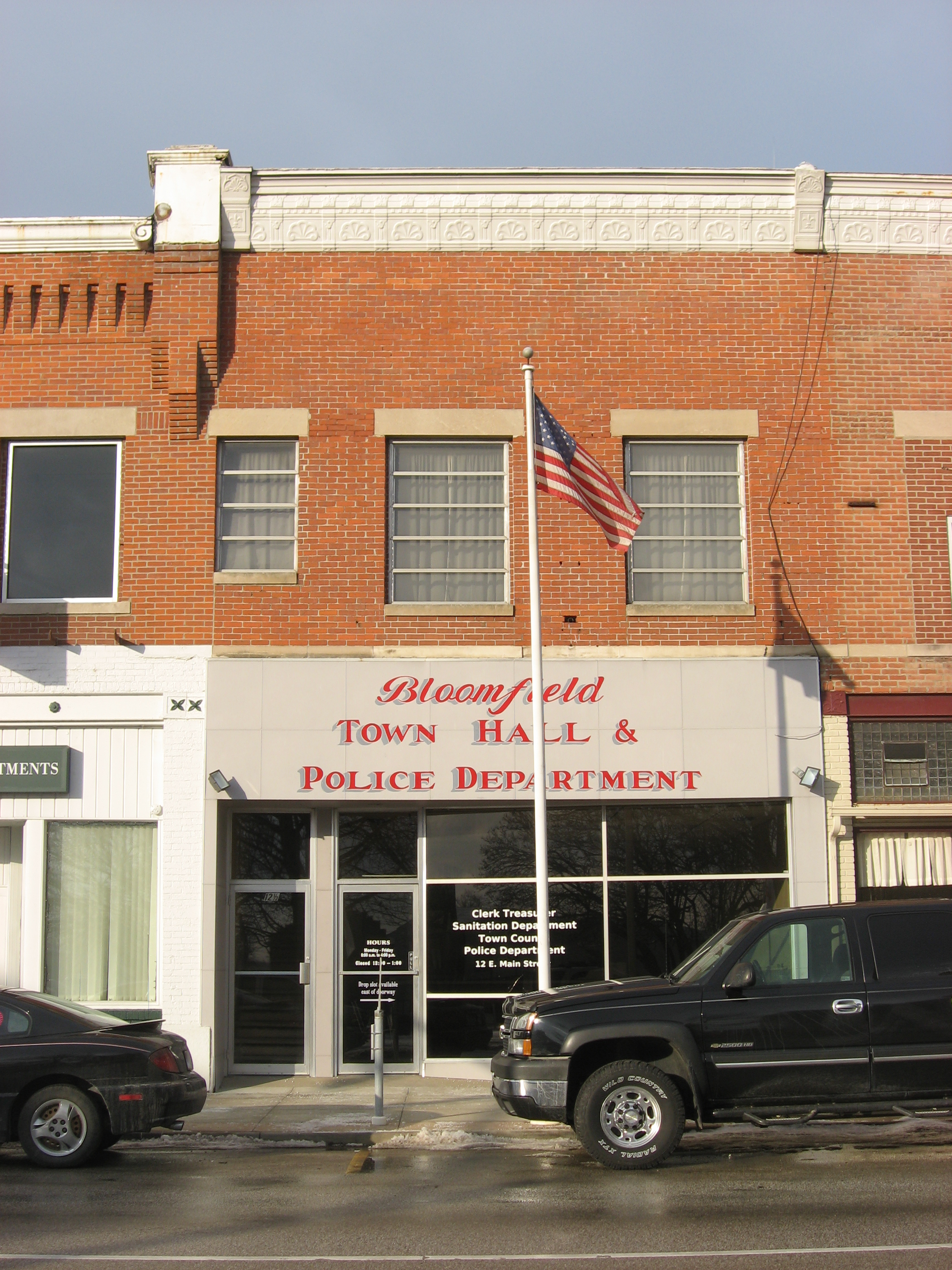
Rathaus und Polizeirevier von Bloomfield
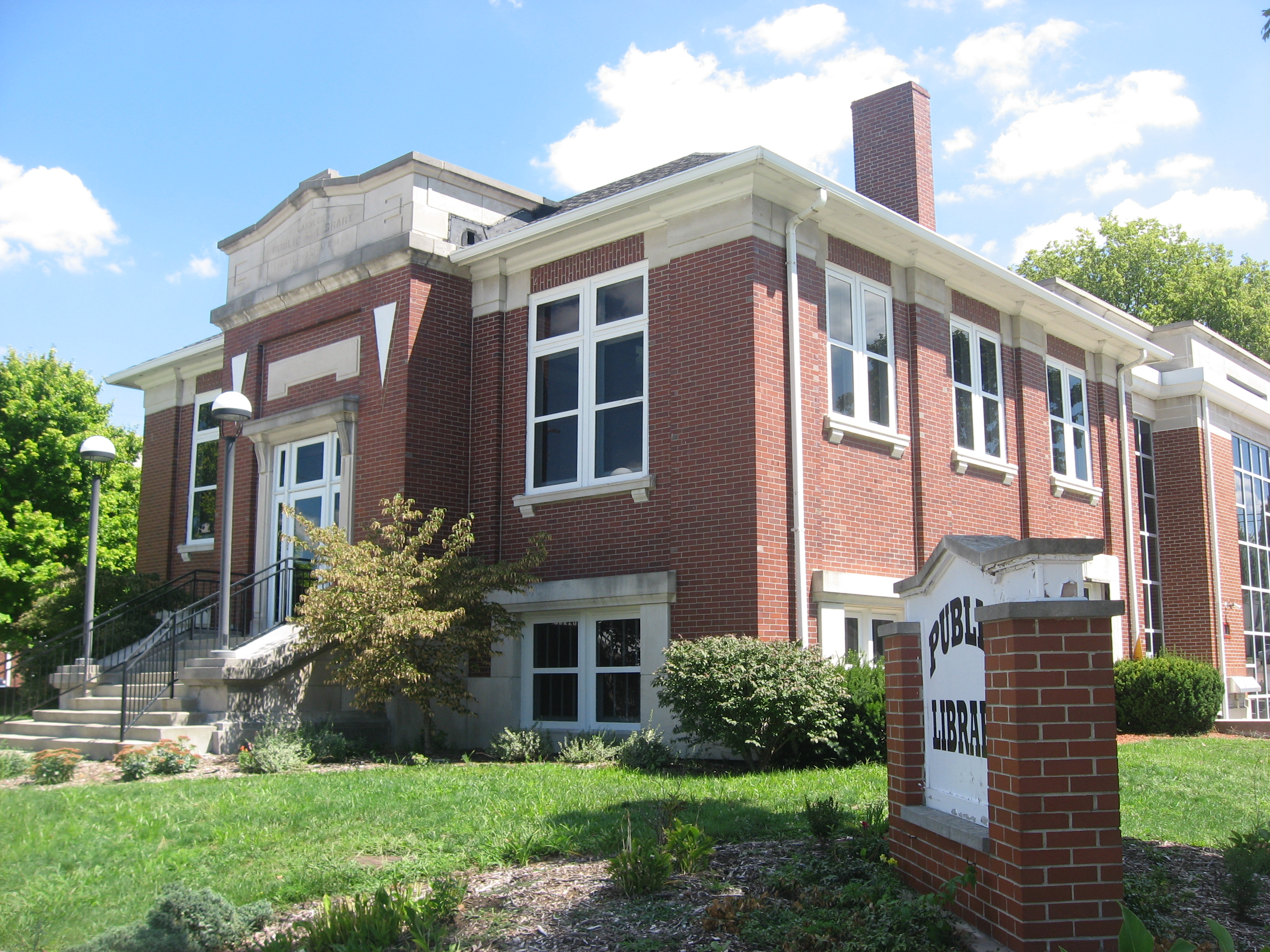
Öffentliche Bibliothek von Bloomfield
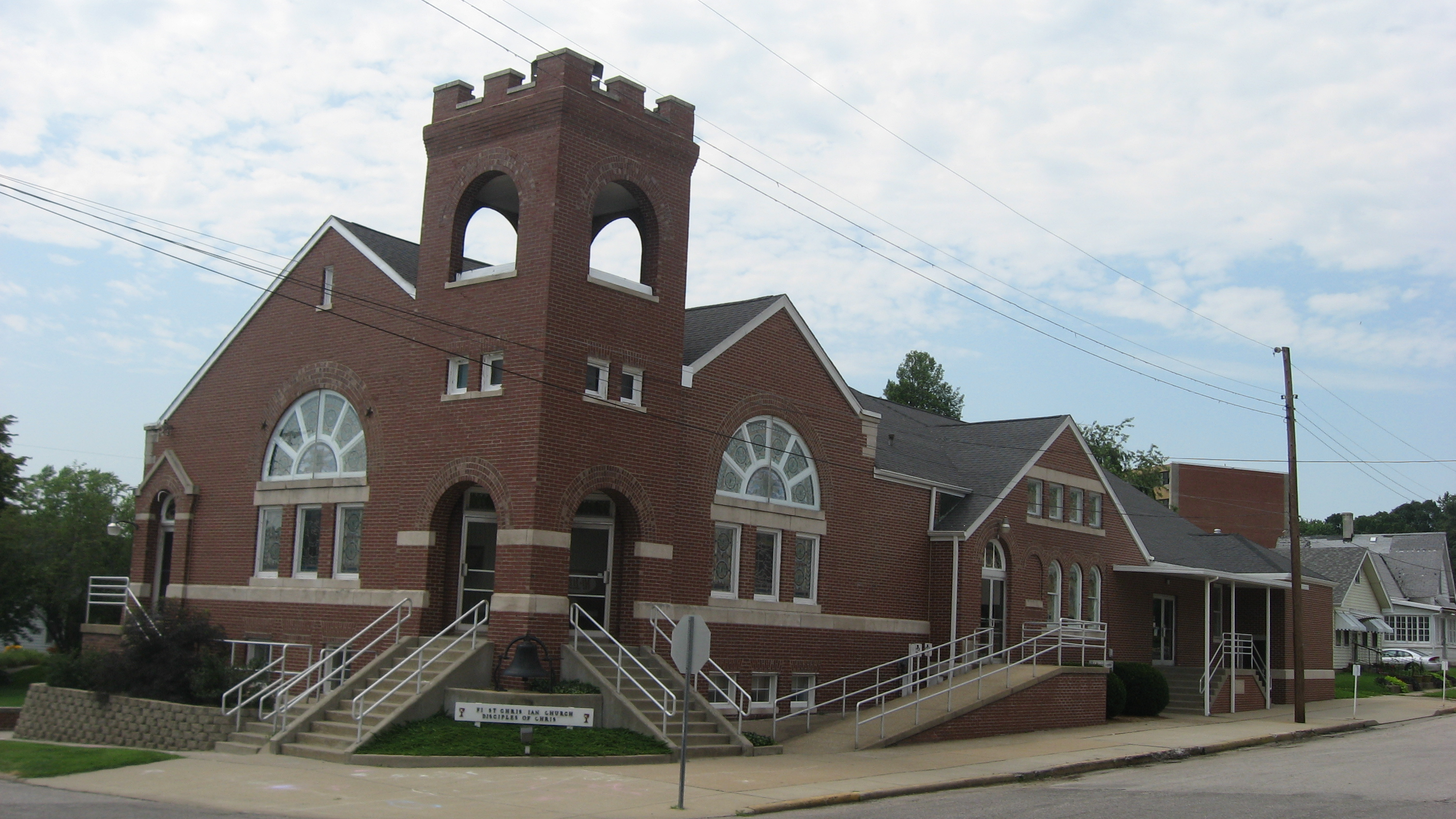
„First Curch of Bloomfield“, die „Erste Kirche von Blomfield“ (christlich)
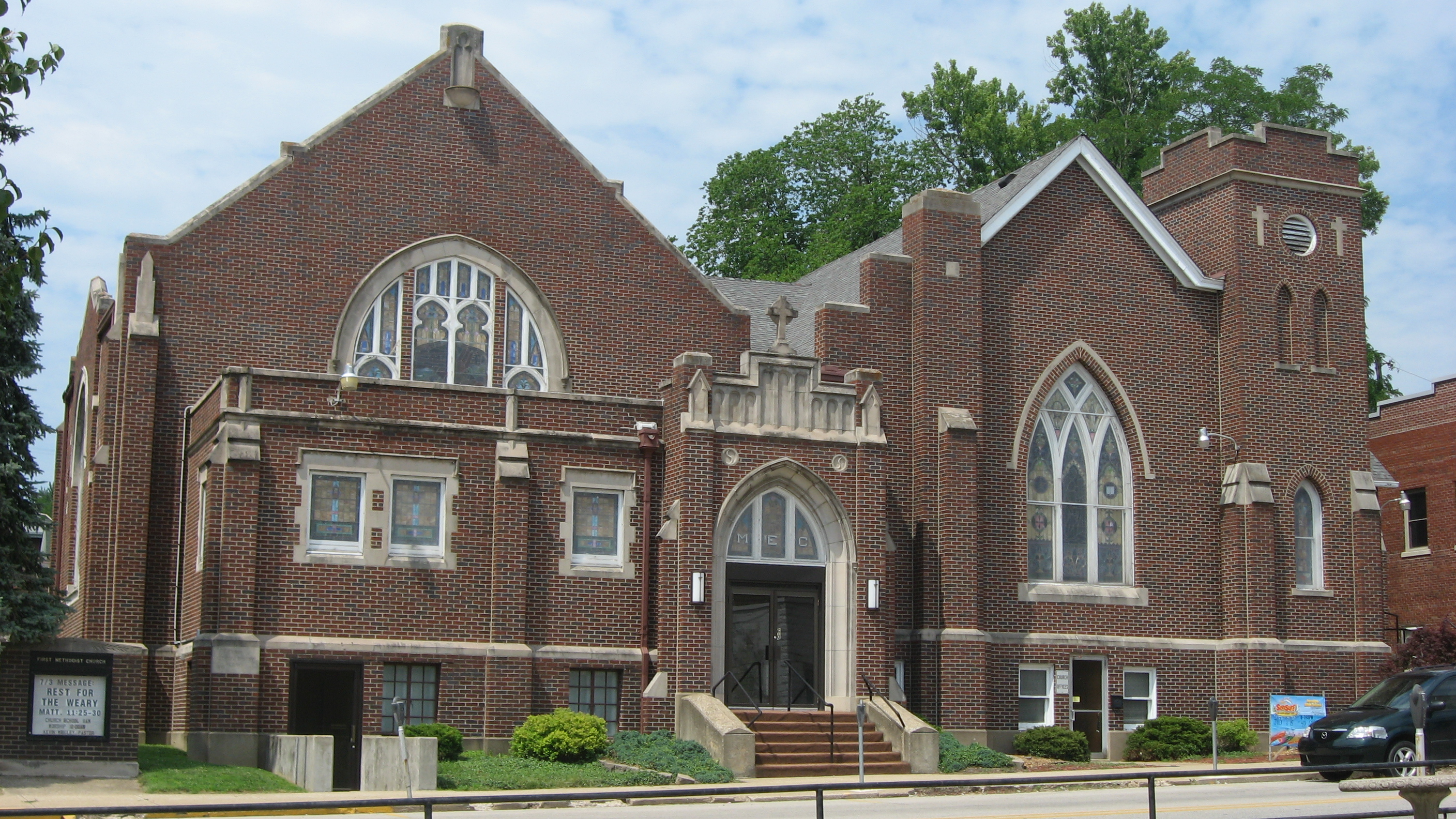
Evangelisch-methodistische Kirche

Bloomfield verfügt über viele öffentliche Einrichtungen. Vorweg ist dies das Rathaus mit darin integriertem Polizeirevier, die städtische Bibliothek sowie verschiedene Kirchen.

## Persönlichkeiten
In Bloomfield geboren
- Barry Davis (* 1961), Ringer
- Oscar E. Bland (1877–1951), Jurist und Politiker
- Gerald W. Landis (1895–1971), Politiker
- Robert L. Letsinger (1921–2014), Chemiker

Mit Bloomfield verbunden
- Jackson Orr (1832–1926), Politiker, besuchte die Indiana University in Bloomfield
- Lovell Harrison Rousseau (1818–1869), Politiker und Offizier, praktizierte als Rechtsanwalt in Bloomfield